# IRE
IRE – pozaukładowa jednostka wielkości amplitudy luminancji analogowego sygnału telewizyjnego. Stosowana w telewizji przemysłowej do oceny jakości sygnału telewizyjnego z kamer w danych warunkach oświetleniowych lub (częściej) jako poziom sygnału, który jest osiągany przy określonym oświetleniu. Jeden IRE równy jest 7mV. 100IRE odpowiada więc 700mVpp (0,7V wartości międzyszczytowej) sygnału, a cały sygnał analogowy zawiera się w 143 IRE (1V).
Kamery najczęściej porównuje się przy 50 IRE (0,35 Vpp). Miarą czułości kamery jest zatem natężenie oświetlenia (w luksach) przy jakim osiągany jest sygnał wyjściowy o wartości 50 IRE.